# Petromica ciocalyptoides
Petromica ciocalyptoides är en svampdjursart som först beskrevs av van Soest och Zea 1986.  Petromica ciocalyptoides ingår i släktet Petromica och familjen Desmanthidae.
Artens utbredningsområde är Karibiska havet. Inga underarter finns listade i Catalogue of Life.